# Ladislao Brazionis
Ladislao Brazionis (23 luglio 1929 – 12 gennaio 1986) è stato un calciatore uruguaiano, di ruolo difensore. Alcuni siti, indicati, riportano una data di decesso, purtroppo non supportata da notizie sicure.

## Carriera

### Club
Ha sempre giocato nel campionato uruguaiano.

### Nazionale
Con la maglia della Nazionale ha vinto il campeonato sudamericano nel 1956.

## Palmarès

### Nazionale
- Campeonato Sudamericano de Football: 1

Uruguay 1956